# Bà Mụ

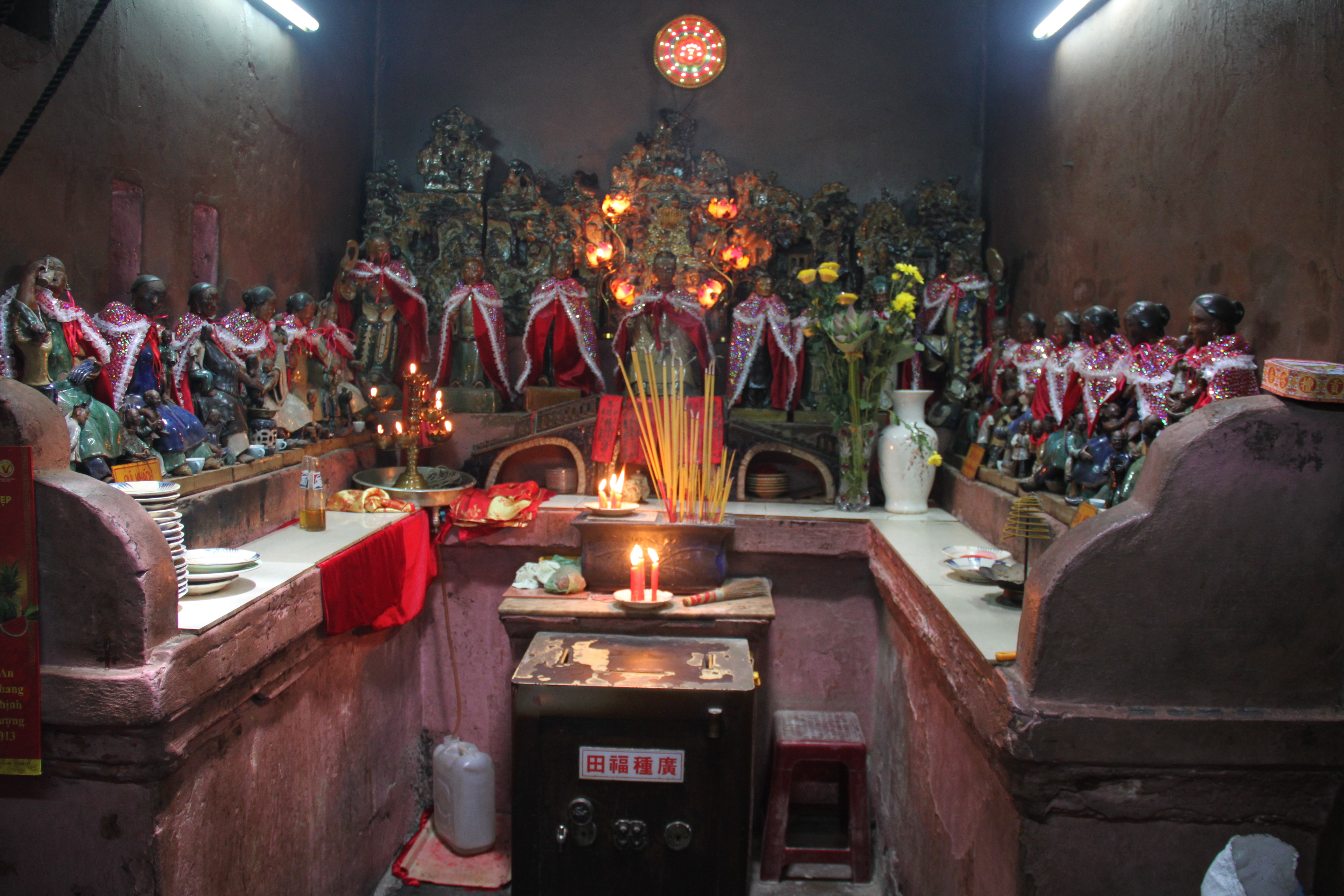
Tượng 12 Bà mụ và Kim Hoa Thánh Mẫu ở chùa Ngọc Hoàng

Bà Mụ (婆媒), gọi nôm na là Mẹ Sanh (hay "Mẹ Sinh", 媄生), tên Nho gọi là Bà Thư (婆姐) theo quan niệm dân gian là những tiên nương phụ trách vấn đề sinh nở, được người dân tại  Việt Nam thờ cúng theo tín ngưỡng.

## Sự tích
Sự tích 12 Bà Mụ được Nguyễn Đổng Chi kể trong sách Lược khảo về thần thoại Việt Nam: Sự tích của 12 vị nữ thần này hiện nay chúng ta chỉ còn biết một cách lờ mờ. Có thuyết nói đó là các thần giúp việc cho Ngọc Hoàng từ lúc ông ta có ý định sáng tạo ra loài người. Nhưng cũng có thuyết lại cho đó là những thần được Ngọc Hoàng giao phó trách nhiệm sau khi ông đã sáng tạo ra đủ số lượng người và vật ở hạ giới. Nói cách khác, 12 bà Mụ là những vị thần có trách nhiệm nắn lại cơ thể cho một người nào đó khi được lệnh đầu thai.
Con số 12 Bà Mụ thường được giải thích bằng một vài quan điểm khác biệt nhau: có quan điểm cho rằng đó là một tập thể chịu trách nhiệm chung công việc tạo thành con người, và cách giải thích khác là mỗi Bà Mụ lo một việc: người nắn tai, người nắn mắt, người nắn tứ chi, người dạy trẻ cười, người dạy trẻ nói. Ở vùng đất phương Nam lại có quan niệm cho rằng 12 Bà Mụ là 12 vị luân phiên nhau lo việc thai sản trong 12 năm, tính theo "thập nhị chi" - tức theo 12 con giáp.

## Danh sách 12 bà Mụ
Danh sách 12 bà Mụ, mỗi bà kiêm một việc trong sinh nở giáo dưỡng, bao gồm:
1. Mụ bà Trần Tứ Nương coi việc sanh đẻ (chú sanh)
2. Mụ bà Vạn Tứ Nương coi việc thai nghén (chú thai)
3. Mụ bà Lâm Cửu Nương coi việc thụ thai (thủ thai)
4. Mụ bà Lưu Thất Nương coi việc nặn hình hài nam, nữ cho đứa bé (chú nam nữ).
5. Mụ bà Lâm Nhất Nương coi việc chăm sóc bào thai (an thai)
6. Mụ bà Lý Đại Nương coi việc chuyển dạ (chuyển sanh)
7. Mụ bà Hứa Đại Nương coi việc khai hoa nở nhụy (hộ sản)
8. Mụ bà Cao Tứ Nương coi việc ở cữ (dưỡng sanh)
9. Mụ bà Tăng Ngũ Nương coi việc chăm sóc trẻ sơ sinh (bảo tống)
10. Mụ bà Mã Ngũ Nương coi việc ẵm bồng con trẻ (tống tử)
11. Mụ bà Trúc Ngũ Nương coi việc giữ trẻ (bảo tử)
12. Mụ bà Nguyễn Tam Nương coi việc chứng kiến và giám sát việc sinh đẻ (giám sanh).

Theo sách Đài Bắc thị tuế thời ký, tại Từ Hựu Cung Sơn ở Đài Bắc lại cung phụng tới 13 bà mẹ sanh, thêm một bà Đỗ Ngọc Nương chuyên đỡ đẻ (tiếp sanh).

## Phong tục
Các bà Mụ được thờ cúng tại một số đền chùa như chùa Hóc Ông, chùa Biên Hòa, chùa Phước Tường Thủ Đức, chùa Minh Hương Gia Thạnh Chợ Lớn; trong gia đình khi phụ nữ mới sinh hay con cháu đau yếu, và đặc biệt được tôn vinh trong nghi thức cúng Mụ tổ chức khi đứa trẻ đầy cữ (mới sinh được 3 ngày), đầy tháng (sinh được 1 tháng); đầy tuổi tôi (sinh được 100 ngày) và thôi nôi (đầy năm).

## Thông tin thêm
Tại Điện Ngọc Hoàng ở Đa Kao Thành phố Hồ Chí Minh có 12 pho tượng các bà Mụ trong tư thế ngồi ngai, mỗi tượng có một kiểu ngồi độc đáo với các động tác chăm sóc trẻ: bồng trẻ, cầm bình sữa, bồng bé bú, tắm cho bé v.v. Các pho tượng được làm từ khoảng đầu thế kỷ 20, bằng chất liệu gốm với màu sắc sinh động từ màu xanh lục đậu, lam cô-ban, trắng ngà, vàng đất, nâu đen, nâu đỏ.